# Корноухов Микола Васильович
Микола Васильович Корноухов (10 (23) жовтня 1903, Ніжин — 2 квітня 1958, Київ) — український вчений у галузі будівельної механіки, академік АН УРСР (з 1951 року, член-кореспондент з 1939 року). Заслужений діяч науки і техніки УРСР (1954), лауреат Сталінської премії (1950).

## Біографія
Народився 10 (23 жовтня) 1903 року в місті Ніжині (нині Чернігівської області). Член КПРС з 1941 року. Після закінчення в 1928 році Київського політехнічного інституту працював проектувальником мостів. З 1931 року викладав у Київському інженерно-будівельному інституті (з 1948 року — професор). З 1935 року працював в Інституті будівельної механіки АН УРСР (у 1940—1944 роках — директор).
З початком німецько-радянської війни, в липні 1941 року Миколу Корноухова було евакуйовано з майже 400-ми академіками, членами-кореспондентами та іншими науковими працівниками Академії наук УРСР до Уфи, столиці Башкирії.
Жив у Києві. Помер 2 квітня 1958 року. Похований на Байковому кладовищі.

## Наукова робота
Основні праці присвячені теорії стійкості конструкцій (стрижнів, арок, плоских і просторових рам і ферм) у межах і за межами пружності. Дав ряд точних і наближених методів розрахунку стійкості як об'єднаного розрахунку конструкцій на міцність і стійкість.

### Твори
- «Міцність і стійкість стрижневих систем» Москва, 1949 (Сталінська премія, 1950);
- «Інтерполяційна-ітераційний метод розв'язання диференціальних рівнянь міцності та стійкості непрізматіческіх стрижнів» у книзі: Збірник праць Інституту будівельної механіки (АН УРСР) № 11, Київ. 1949;
- «Визначення частот власних коливань вільних рамних систем за методом основних невідомих» у книзі: «Збірник наукових праць Київського інженерно-будівельного інституту» № 9, Київ, 1951;
- «Особливий випадок втрати стійкості (кінцеві деформації та стійкість найпростішої ферми)» у книзі : «Збірник праць Інституту будівельної механіки» (АН УРСР) № 17, Київ, 1952.

## Вшанування пам'яті
На будівлі Київського інженерно-будівельного інституту, де з 1931 по 1958 рік працював вчений, встановлено меморіальну дошку.
- Меморіальна дошка в Києві
- Могила на Байковому кладовищі